# Departamento Ocotepeque
Ocotepeque ist eines der 18 Departamentos in Honduras in Mittelamerika.
Hauptstadt des Departamentos ist die Stadt Nueva Ocotepeque, die im Jahr 1934 durch eine Flut zerstört wurde und danach neu aufgebaut werden musste. Ocotepeque liegt im äußersten Westen von Honduras und verfügt über eine Außengrenze mit El Salvador und Guatemala. In Ocotepeque befinden sich mehrere Thermalquellen, die auch touristisch genutzt werden.
Gegründet wurde das Departamento im Jahr 1906 durch eine Abspaltung vom Departamento Copán.

## Municipios
Ocotepeque ist in 16 Municipios unterteilt:
1. Belén Gualcho
2. Concepción
3. Dolores Merendon
4. Fraternidad
5. La Encarnación
6. La Labor
7. Lucerna
8. Mercedes
9. Ocotepeque
10. San Fernando
11. San Francisco del Valle
12. San Jorge
13. San Marcos
14. Santa Fe
15. Sensenti
16. Sinuapa